# 나나오성 전투
나나오성 전투(일본어: 七尾城の戦い ななおじょうのたたかい[*])는 덴쇼 4년 (1576년) 11월부터 덴쇼 5년 (1577년) 9월까지 에치고 우에스기 켄신 군과 노토 하타케야마가 중신 쵸 츠구츠라가 이끄는 하타케야마 군의 노토 나나오성에서 벌어진 전투이다. 이 싸움에서 우에스기 군이 승리하여, 노토는 우에스기가의 지배하에 들어갔다.

## 발단

### 오다가와 우에스기가의 관계

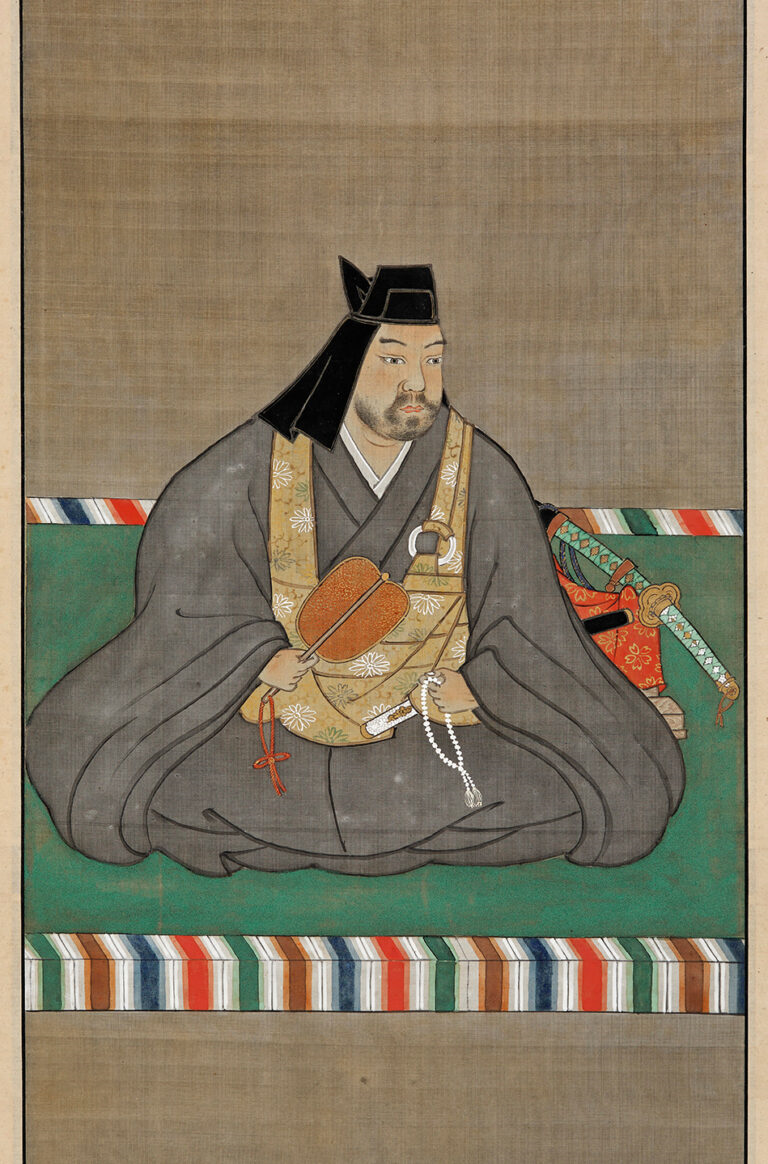
우에스기 켄신

겐키 3년 (1572년), 당시 아시카가 요시아키가 흑막으로써, 준동하던 노부나가 포위망에 의해, 반 오다 세력에 시달리던 오다 노부나가는, 세이죠 작전으로 동쪽에서부터 압력을 가하던 카이의 타케다 신겐에 대항하기 위해, 역시 신겐과 적대하고 있던 에치고의 우에스기 켄신과 동맹을 체결했다. 노부나가와 켄신은 이세, 엣츄에서의 잇코잇키와도 적대하고 있었고, 게다가 이해가 일치하고 있었다.
하지만, 겐키 4년 (1573년) 4월 12일에 신겐이 세이죠 작전의 도중에서 사망하자 상황은 한번에 바뀌었다. 이 2년 전에는 호죠 우지야스도 사망해, 2명의 강적이 사망함으로써 간토 방면으로 눈을 돌릴 필요성이 축소되어, 오히려 엣츄ㆍ카가에서 잇키를 계속하는 잇코슈야말로 대적이 되고 있었다. 그 때문에, 덴쇼 2년 (1574년)에 간토에 출진해, 호죠 우지마사와 싸운 후, 켄신은 코즈케 마에바시성을 중심으로 한 간토를 키타죠 타카히로ㆍ카게히로 부자에게 맡기고, 이후, 호쿠리쿠 방면으로 세력 확대를 꾀하기 시작했다.
오다가에서는, 덴쇼 3년 (1575년) 5월에 노부나가가 타케다 카츠요리를 나가시노 전투에서 물리쳤고, 이어 8월에는 시바타 카츠이에에게 에치젠 침공을 명령해, 당시 에치젠을 지배하고 있던 이시야마 혼간지의 시모츠마 라이쇼 등 1만 2천명의 신자를 처형시켰다. 이 때문에, 이시야마 혼간지는 위기감을 강하게 느껴, 덴쇼 3년 (1575년) 6월, 켄신에게 구원을 요청했고, 9월에는 에치젠 잇코잇키의 잔당이 엣츄 토야마성의 카와다 나가치카에게 구원을 요청해왔다. 이러한 요청에 더해, 노부나가의 호쿠리쿠 방면으로의 세력 확대라는 현실적 위기와 이해의 충돌로, 덴쇼 4년 (1576년) 2월, 켄신은 노부나가와의 동맹을 파기하고, 5월, 아시카가 요시아키의 중개를 받아 켄뇨와 친목을 다지며 동맹을 체결하여, 반 오다 세력의 일원이 되었다.

## 참고문헌
- 후세 히데하루 (1968) [1925]. 《上杉謙信傳》. 역사도서사(歴史図書社).